# Скротална торба
Скротумът е кожна торбичка, в която са разположени тестисите при мъжа. Той обвива не само семенника, но и надсеменника и малка част от семеотводния канал. Кожата му е по-тъмна в сравнение с другите части на тялото и богата на нервни окончания, кръвоносни и лимфни съдове. Температурата в него е с 2 градуса по-ниска, отколкото в коремната кухина. Това е необходимо условие за нормалното образуване и узряване на сперматозоидите.

## В популярната култура/жаргон
Кожната торбичка на жаргон е наричана "ташак", множествено число - "ташаци". Названието идва от немската дума за чанта:  Die Tasche. 